# Literatura de Israel
La literatura israelí es una literatura que cuenta con prometedoras figuras como Albert Suissa, Irit Lanor, Etgar Keret, Mira Magen o Gadi Taum. Este artículo trata sobre la literatura histórica del pueblo israelí. Israel es un país diverso donde habitan inmigrantes de muchos países del mundo, la diversidad lingüística ha permitido que exista un amplio abanico de idiomas, autores y obras literarias.

## Orígenes literarios. Eliezer ben Yehudá: Renace el hebreo
Pese a que el Estado de Israel se fundó en 1948, la literatura de este país comienza entre los años 1880 y 1900, a medida que las primeras aliyás protosionistas comienzan a concentrar la población judía en Palestina. Fue durante dichas décadas cuando apareció el primer gran lingüista israelí, Eliezer Ben Yehuda. Ese pionero judío, que se trasladó hasta Palestina a fines de la década de 1880, fue el primero que decidió rescatar al hebreo de su función de lengua ritual, para devolverlo al mundo de las lenguas vivas, de las lenguas habladas. Así, se propuso hablarle a su mujer sólo en hebreo, para reforzar la práctica del semiabandonado idioma y tratar de provocar un renacimiento. El éxito fue innegablemente rotundo. Pronto el hebreo se extendió como lengua característica de los kibutz israelitas de Palestina, y más tarde, como símbolo de identidad del pueblo israelí.

## Naftalí Herz Imber y Jaim Nachman Bialik. Segunda generación literaria hebrea
Tras la lenta readopción del hebreo como lengua propia de los judíos, gracias en buena parte al trabajo de Ben Yehudá, surgió una auténtica generación literaria, que se extendería a lo largo de la primera mitad del siglo XX. Los exponentes más destacados de ella serían Herz Imber y Jaim Najman Biálik.
Naftalí Herz Imber fue un sionista laico, que tuvo una corta, alcohólica y vagabunda vida. Vivió como un cantor nómada, capaz de componer poemas cultos y refinados que a la vez se veían dotados de criterios sentimentales y emotivos. Su obra más conocida es el Hatikva (La Esperanza) un poema y actual himno del Estado de Israel. El prematuro fallecimiento de Imber, en 1909, fue un duro golpe para la literatura protoisraelí.
Jaim Nachman Bialik está considerado el poeta de referencia del Estado de Israel. Nacido en 1873 y fallecido en 1934, fue un poeta que supo usar la ilustratividad hebrea para componer reconocidas obras, entre las que destaca el poema de A mi retorno. Bialik era un firme y abnegado sionista, que no dudó en hacer llamadas a su comunidad para que abandonara la 'fase de los ghettos' y comenzara a crear un verdadero Estado. Su estilo literario está considerado actualmente "trágico" y "algo introvertido".
Aunque menos conocidos, también son de esa generación los célebres poetas Saul Chernijovsky y Natan Alterman.

## El triunvirato
A partir de 1950 o 1960 comenzó una nueva generación literaria israelí, tras una efímera época conocida como 'Generación del Palmach'. Esta nueva generación, que persiste aún en la actualidad, está formada por un triunvirato muy conocido (Amos Oz, Aharon Appelfeld y Abraham B. Yehoshúa) y  reputados poetas como Moshe Dor, Natán Zaj, Yehuda Amijai y David Avidan. De esta generación, hasta ahora considerada la más productiva de todas, destacan obras como El Minotauro. Además, un buen número de jóvenes entre los que destacan Albert Suissa, Irit Lanor, Edgar Keret, Mira Magen y Gadi Taum se están convirtiendo en nuevas referencias literarias israelíes y podrían originar una cuarta generación.

## Histórico
Los primeros textos en hebreo moderno fueron escritos por autores inmigrantes, tales como:
- Yosef Haim Brenner (יוסף חיים ברנר).
- Shmuel Yosef Agnon (he:שמואל יוסף עגנון), Premio Nobel de Literatura en 1966.

## Periodo del establecimiento del Estado de Israel (años 1940 y 1950)

### Generación del Palmaj
Generación del Palmaj fueron los de la generación de la Guerra de la Independencia, y que en gran mayoría sirvieron al Palmaj. El tema central en las obras de estos autores es la creación del Estado de Israel y la Guerra de la Independencia. Estos autores se enfrentaron a un conflicto entre el individualismo y el respeto a la sociedad y el Estado. Su escritura puede ser llamada de realismo social. 
- S. Yizhar (ס. יזהר)
- Moshe Shamir (he:משה שמיר)
- Hanoch Bartov (he:חנוך ברטוב)
- Haim Gouri (he:חיים גורי)
- Benjamin Tammuz (he:בנימין תמוז)
- Aharon Megged (he:אהרון מגד)
- Igal Mossinsohn (he:יגאל מוסינזון, he:יגאל מוסנזון)
- Avigdor Hameiri (he:אביגדור המאירי)

## La década de los años 1960
A principios de la década de 1960, los escritores abandonaron la ideología de escribir de manera más personal: realismo psicológico, alegoría y el simbolismo. 
- Abraham B. Yehoshua (אברהם בולי יהושע)
- Amos Oz (he:עמוס עוז)
- Yoram Kaniuk (he:יורם קניוק)
- Yaakov Shabtai (he:יעקב שבתאי)
- Yeshayahu Koren (he:ישעיהו קורן)

## Los años 1980 y 1990
Durante los años 1980 y 1990 una intensa actividad literaria tuvo la intención de inducir al lector a comprenderse a sí mismo.
- Aharon Appelfeld (he:אהרון אפלפלד)
- David Shahar (he:דוד שחר)
- David Grossman (he:דויד גרוסמן)
- Meir Shalev (he:מאיר שלו)

### Sobre la Shoah
La Shoah fue percibida en nuevas perspectivas por: 
- Yehoshua Kenaz (he:יהושע קנז)
- Yonat and Alexander Sened (he:יונת ואלכסנדר סנד)
- Nava Semel (he:נאוה סמל)
- Esty G. Hayim (he:אסתי ג. חיים)

### Nuevos temas
Nuevas temáticas han surgido:
- Yossl Birstein (he:יוסל בירשטיין)
- Haim Be`er (he:חיים באר)
- Dov Elbaum (he:דב אלבוים)
- Michal Govrin (he:מיכל גוברין)
- Yitzhak Orpaz-Auerbach (he:יצחק אוורבוך אורפז)
- Sami Michael (he:סמי מיכאל), Albert Suissa (he:אלברט סויסה), Dan Benaya Seri (he:דן בניה-סרי)
- Shimon Ballas (he:שמעון בלס), Eli Amir (he:אלי אמיר), Amnon Shamosh (he:אמנון שמוש), Yitzhak Gormezano-Goren
- Yitzhak Ben-Ner (he:יצחק בן נר)

## Escritoras reconocidas
- Amalia Kahana-Carmon (he:עמליה כהנא-כרמון)
- Hannah Bat-Shahar (he:חנה בת שחר)
- Shulamith Hareven (he:שולמית הראבן)
- Shulamit Lapid (he:שולמית לפיד)
- Ruth Almog (he:רות אלמוג)
- Savyon Liebrecht (he:סביון ליברכט)
- Batya Gur (he:בתיה גור)
- Eleonora Lev (he:אלאונורה לב)
- Yehudit Hendel (he:יהודית הנדל)
- Leah Aini (he:לאה איני)
- Nurit Zarchi (he:נורית זרחי)
- Michael Barak
- Amnon Dankner (he:אמנון דנקנר)
- Ram Oren (he:רם אורן)
- Amnon Jackont (he:אמנון ז'קונט)
- Adiva Geffen (he:אדיבה גפן)
- Dahlia Rabikovitch

## Nueva generación
- Judith Katzir (he:יהודית קציר)
- Etgar Keret (he:אתגר קרת)
- Orly Castel-Bloom (he:אורלי קסטל בלום)
- Gadi Taub (he:גדי טאוב)
- Irit Linoor (he:עירית לינור)
- Mira Magen (he:מירה מגן)
- Shimon Zimmer (he:שמעון צימר)
- Lily Perry (he:לילי פרי)
- Yitzhak Laor (he:יצחק לאור)

Algunos autores posmodernistas:
- Itamar Levy (he:(איתמר לוי (סופר)
- Yoel Hoffmann (he:יואל הופמן)

## Finales de la década de los años 1990
- Dorit Rabinyan (he:דורית רבינין)
- Yael Hadaya (he:יעל הדיה)
- Alon Hilu (he:אלון חילו)
- Dudu Bossi (he:דודו בוסי)
- Eshkol Nevo (he:אשכול נבו)
- Moshe Ophir
- Efrat Danon
- Alex Epstein (he:אלכס אפשטיין)
- Maya Arad
- Ouriel Zohar (he:אוריאל זוהר)
- Shimon Adaf (he:שמעון אדף)
- Yuval Shimoni
- Avner Shavit (he:אבנר שביט)

## Autores jóvenes
- Uri Orlev (he:אורי אורלב)
- Yehuda Atlas (he:יהודה אטלס)
- Ephraim Sidon (he:אפרים סידון)
- Nira Harel (he:נירה הראל)
- Tamar Bergman
- Gila Almagor (he:גילה אלמגור)
- Daniella Carmi
- Dorit Orgad (he:דורית אורגד)
- Michal Snunit (he:מיכל סנונית)
- Alona Frankel (he:אלונה פרנקל)
- Galila Ron-Feder Amit (he:גלילה רון-פדר עמית)
- Smadar Shir (he:סמדר שיר)

## Literatura árabe israelí
Existe una destacada producción literaria en idioma árabe, creada por autores árabes israelíes que es bien conocida en el mundo árabe pero poco en el propio Israel. Algunos de los autores más destacados son Samih al-Qasim (uno de los poetas árabes contemporáneos más conocidos) o el novelista Emile Habibi. El famoso poeta Mahmud Darwish, galileo de nacimiento, escribió y publicó parte de su obra en Israel, antes de exiliarse y engrosar la diáspora palestina. También hay autores que emplean el idioma hebreo, destacando Anton Shammas y Sayed Kashua, entre otros.